# Folkmoot
U anglosaskoj Engleskoj, folkmoot odnosno folkmote (staroengleski: "narodni susret") je bio glavno vijeće koje je imalo vladarske ovlasti. Članovi tog vijeća su bili svi slobodni pripadnici plemena, zajednice ili okruga. 
Folkmoot je bio prethodnikom Witenagemot, koji je već pokazivao neke osobine suvremenog engleskog parlamenta.
U Engleskoj prije 7. stoljeća, drevni folkmootovi su se razvili u saziv najmoćnijih i najvažnijih ljudi u državu, uključujući i ealdormene, thegne, više plemstvo, koje je raspravljalo o stvarima nacionalne i lokalne važnosti. Usporedi ting.